# Campbell's Hall of Fame Championships 2005
Campbell's Hall of Fame Championships 2005 — тенісний турнір, що проходив на трав'яних кортах у місті Ньюпорт, USA з 4 липня. Належав до категорії ATP International Series.

## Фінальна частина

### Одиночний розряд
Грег Руседскі —  Вінс Спейдія 7–6(7–3), 2–6, 6–4

### Парний розряд
Джордан Керр /  Джим Томас —  Грейдон Олівер /  Тревіс Перротт 7–6(7–5) 7–6(7–5)